# Franziskanerkloster Kerbscher Berg

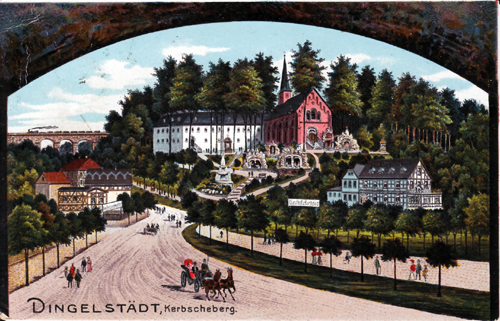
Der Kerbsche Berg auf einer alten Postkarte

Das Franziskanerkloster Kerbscher Berg ist ein ehemaliges Franziskanerkloster auf dem Kerbschen Berg in Dingelstädt in Thüringen, gelegen in einem Landschaftsschutzgebiet, umgeben von etwa 200 Linden.

## Franziskanerkloster
Das Franziskanerkloster entstand 1864 mit der Errichtung des ersten Gebäudeflügels. Es gehörte zur Sächsischen Franziskanerprovinz (Saxonia). Nach der Fertigstellung 1866 wurde das Kloster vom Paderborner Bischof Konrad Martin geweiht. 1875 erfolgte die Aufhebung des Klosters infolge des preußischen Kulturkampfs bis zu seiner Restauration 1887. In den Jahren 1889 und 1890 erfolgte die Wiederaufnahme der Bautätigkeit an der heutigen Kirche. Von 1899 bis 1901 wurde das Kloster nochmals durch den Bau eines Südflügels erweitert.
Ab 1918 kam es zu einem Aufblühen des Klosterlebens, dem schließlich die Nationalsozialisten 1944 durch Beschlagnahmung des Hauses ein Ende setzten. Nach dem Krieg konnten die Franziskaner 1946 in ihr Domizil zurückkehren.
Seit 1961 ist das Kloster Ort der jährlich stattfindenden diözesanen Frauenwallfahrt. In den Jahren 1966 bis 1992 fungierte das Kloster als gemeinsames Noviziatskloster der Ordensprovinzen Saxonia und Silesia für die Franziskaner  in der DDR. 1994 gab der Orden das Kloster auf. Im Anschluss zogen Angehörige der Frauengemeinschaft der „Gesellschaft der heiligen Ursula“ – kurz: Ursulinen – in die Klostergebäude. Das Bistum Erfurt übernahm das Areal und richtete ein Familienzentrum ein, das 1997 eröffnet wurde. Haus und Garten wurden in der Folgezeit entsprechend umgestaltet, die Kirche wurde renoviert.

### Kirche

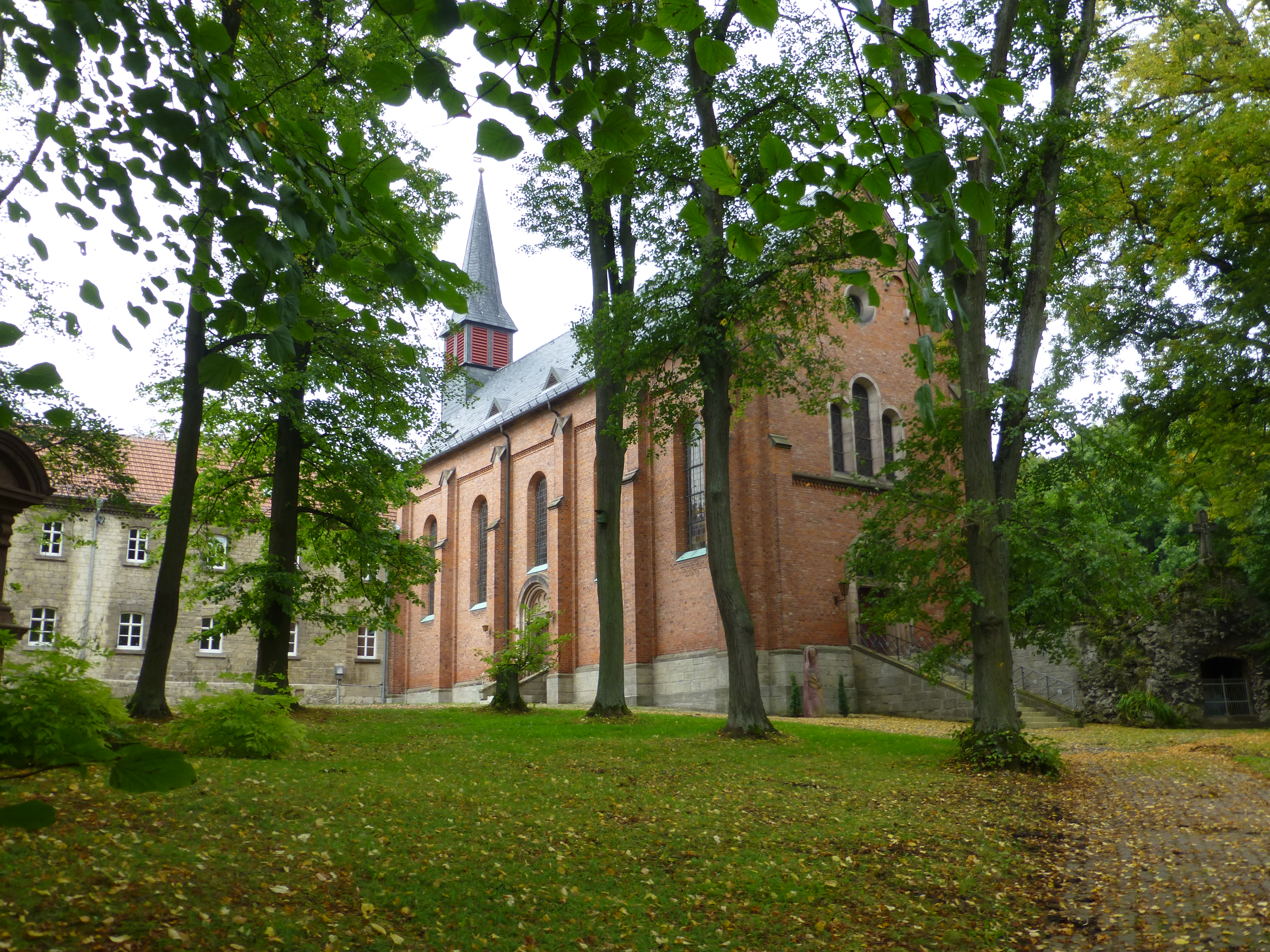
Römisch-katholische Filial-, Wallfahrts- und ehemalige Klosterkirche mit anschließendem Konventsgebäude (2014)

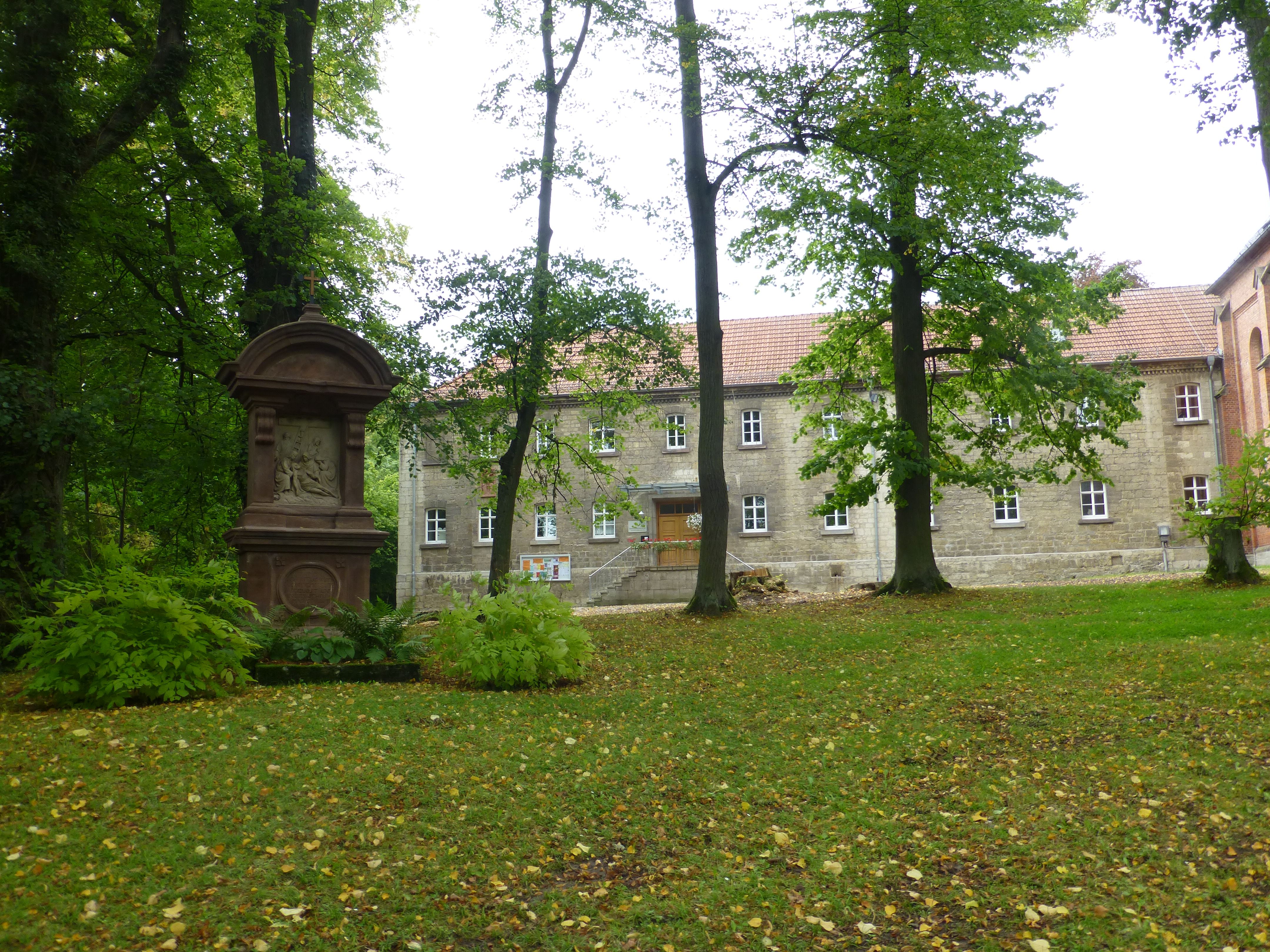
Das ehemalige Kloster (2014)

### Konvent
1864 wurde mit dem Bau der Konventsgebäude begonnen, am 18. September erfolgte die Grundsteinlegung. Der Bau wurde mit heimischen Kalksteinen ausgeführt. 1867 wurde das Kloster den Franziskanern übergeben. Über dem Eingang wurde eine Darstellung des Kreuzestodes Christi aus dem 14. Jahrhundert aus dem Kloster Zella eingebaut. Ein Erweiterungsbau erfolgte in den Jahren 1899 bis 1900. Weiterhin entstanden ein Klostergarten und ein Friedhof für die verstorbenen Ordensmitglieder.

## Sonstiges
Die auf dem Kerbschen Berg erbaute Kirche ist von einem Ring aus etwa 150 alten Lindenbäumen umgeben, deren geschätztes Alter jetzt etwa 275 Jahre beträgt. Die Anlage stellt ein Naturdenkmal dar. Entstehende Lücken wurden durch Nachpflanzungen geschlossen, sodass stets etwa 200 Bäume vorhanden sind. Zu den weiteren Sehenswürdigkeiten des Berges gehört der im 18. Jahrhundert errichtete Kreuzweg mit 15 Stationen und insgesamt fünf Grotten.